# توماس سيمونز
توماس سيمونز (بالإنجليزية: Thomas Symons)‏ (و. 1929 – 2021 م) هو أستاذ جامعي كندي، ولد في تورونتو، كان عضوًا في الجمعية الملكية الكندية، توفي في بيتيربوروغ، أونتاريو، عن عمر يناهز 92 عاماً.

## التعليم
تعلم في جامعة تورنتو، وتعلم في كلية كندا العليا، وتعلم في جامعة هارفارد، وتعلم في University of Toronto Schools ‏
.

## جوائز
حصل على جوائز منها:
- شريك وسام كندا
- وسام أونتاريو
- زمالة الجمعية الملكية الكندية